# 学士（看護学）
学士（看護学）（がくし かんごがく、英 B.S.N.:Bachelor of Science in Nursing）は、学士の学位の一つ。看護学分野における主な学士号の名称の一つで、同一学問領域の学位としては修士（看護学）、博士（看護学）、助産修士（専門職）などがある。

## 概要及び歴史
日本では、主に四年制大学の看護学部など看護学を専攻とする学部学科で取得できる学位で、このほか、省庁大学校の看護学部で卒業時の独立行政法人大学評価・学位授与機構（現独立行政法人大学改革支援・学位授与機構）の学位審査に合格した者や、同機構が認めた受験資格を有する者で学位審査に合格した者にも当該学位が授与される。かつては看護学士と称し、学位ではなく称号として位置づけられていた。

### 看護学教育の起こりと学士号の変遷～衛生看護学士から看護学士へ～
大学における看護学教育の起源は1896年(明治29年)、私立大学である順天堂大学医療看護学部の前身、順天堂医科大学附属順天堂医院看護学院が発足したことにある。1898年（明治30年）には大阪大学医学部保健学科の前身として大阪医学校附属看護婦養成所が、1899年（明治31年）に京都大学医学部人間健康学科の前身、京都帝国大学医科大学附属医院看護婦見習講習科が設立されるなど国立大学でも看護学教育が広がっていった。
1947年(昭和22年)に学校教育法が成立すると学士号は同法に基づく称号となり、1956年（昭和31年）には文部省が大学設置基準を定め、学士号の種類を25種とし、看護学の称号として衛生看護学士の称号を定めた。1958年（昭和33年）、大学設置基準が改正され学士号が29種に拡大。従前の衛生看護学士は看護学士と保健衛生学士に分割された。

### 学校教育法成立以後～看護学士の称号から学士（看護学）の学位へ～
1991年(平成3年)、学校教育法及び学位規則の改正により、学士号が再び学位として定められ、従来、「○○学士」と専攻分野名を先頭に冠した名称から「学士（○○学）」と括弧付けで専攻名称を付記する形式に改められた。また、学位の名称も国が定める方式から大学や授与機関単位で自由に定めることとされ、看護学分野の学士号は学士（看護学）をはじめ、学士（保健看護学）、学士（保健科学）、学士（医療科学）、学士（看護学科）などその種類も拡大している。
この法改正では、従前の制度で授与されていた衛生看護学士や看護学士などの称号については学校教育法附則にて学位と看做されることとなった。

### 大学評価・学位授与機構における学士（看護学）の学位授与の開始
さらに同法改正後、新たに学位授与機構が発足し、短期大学、高等専門学校卒業生、専修学校修了生、大学で68単位以上取得し中退した者など一定の能力と資格を持つ者にも学位取得を目指す道が開かれた。同機構では学位審査で看護学の専攻区分で受験し、学修成果と論文試験による学位審査に合格した者に対し、学士（看護学）の学位を授与している。学位審査の要件としては、専門科目として機構の定める「基礎看護学」「母性看護学」「小児看護学」「成人看護学」の区分の科目を含む16単位以上の単位取得と、実習科目として「看護学に関する実習科目」を16単位以上学修することとされ、これら所定の単位の成績証明書と学修成果を機構に提出し、後日行われる小論文試験に合格することで学位を得ることができる。一連の専門科目や実習科目の単位は四年制大学のうち看護学専攻を置く学部と短期大学などのうち機構が認めた機構認定短期大学・高等専門学校専攻科などで取得することができる。
同機構では看護学の専攻分野の受験者数は比較的多く、放送大学をはじめとする大学でも同機構で学士（看護学）の学位を取得するための科目設置や案内を行っているほか、受験のためのテキストなども刊行されている。

## 学士（看護学）の学位～取得の意義～

### 学位取得の意義とその他の称号との違い
学士（看護学）の学位取得の意義のひとつは、大学卒業資格と同等の学力を公に認められ、養護教諭など教育職員免許状を取得する際の基礎資格を得たり、大学院修士課程や専門職学位課程(専門職大学院)の受験資格を得ることができる点である。よって、短期大学で短期大学士の学位を得たり、高等専門学校で準学士の称号を得た者、専修学校を修了し専門士の称号を得た者が大学に正規学生として編入学したり、大学の科目履修生として所定の単位を取得した後に独立行政法人大学改革支援・学位授与機構にて学士の学位を目指すというキャリアコースも一つの選択肢となっている。尤も、近年は専門学校でも4年制の専門課程を修了して高度専門士の称号を得た場合でも大学院修士課程、専門職学位課程への受験・入学資格を得ることが可能である。但し、学士（看護学）や短期大学士は学校教育法の定めによって国際通用性が認められた学位として位置づけられていることから海外でも学歴として通用するが、準学士は学校教育法に定めを置くものの称号として位置づけられており、高度専門士及び専門士は文部科学省の告示で定められた称号であることから、学歴として国際通用性が担保されていないなどの相違がある。

### 学士（看護学）の学位と看護師免許等の資格との関連性
学士（看護学）の学位と看護師免許等の資格との関連性についてはどうか。看護師国家試験の受験資格については、看護学を専攻とする大学の学科の卒業または3年以上修学することが受験資格要件の一つとなっており、看護大学や大学の看護学を専攻とする学部学科に限らず、看護学校など一般に専修学校や各種学校と位置付けられている保健師助産師看護師養成所を修業・卒業した場合にも看護師受験資格は得られる。規定に多少の差異はあるが准看護師の場合も同様である。つまり、看護職の免許を取得する上で学士 (看護学)の学位は無関係といえる。大学同様に学士の学位取得の機会を提供している独立行政法人大学改革支援・学位授与機構でも各種の資格試験においても、「大学卒業」を受験資格としてる場合があることから注意すべきとしている。もちろん、同機構で学士（看護学）の学位を得るためには看護大学や看護学を専攻とする学部学科で一定の単位取得を得るか、看護学校を卒業していないと困難であることから、同機構で学士 (看護学)の学位を得ている者が看護師国家試験等の受験資格を満たしている場合も多く、或いは看護学校卒業・短期大学卒業後に看護師、准看護師となった者が専門知識や学力の向上、大学卒業程度の学歴を得るべく、学士（看護学）の学位の取得を目指す場合もある。

### 学士（看護学）の学位取得後のキャリアアップ
学士（看護学）の学位取得後のキャリアアップとしては、大学院の修士課程や専門職学位課程(専門職大学院)への進学への道が可能であり、看護学に限らず異なる学問領域への進学が可能である。看護学及び医療関連領域では大学院の看護学研究科や、医学系研究科の保健衛生学研究科の看護学専攻などの課程で修士（看護学）やその後の博士課程(博士後期課程)で博士（看護学）の学位取得を目指すことが可能であるほか、専門職大学院では助産師の養成を目的とする天使大学大学院助産研究科助産専攻にて助産修士（専門職）の専門職学位の取得が可能であり、当該学位取得後には通常の修士号同様、博士課程への進学も可能である。